# Érasinos
L’Érasinos (ou Arsinos ou Arisinos et dans l'antiquité Stymphalos) est un fleuve d'Argolide qui arrose cette plaine et alimente en eau sa ville principale Argos.

## Géographie
Il prend sa source dans le village de Kefalari, au pied des montagnes bordant la plaine d'Argos ; dans l'antiquité, il était réputé naître du lac Stymphale et réapparaître en Argolide après un long trajet souterrain. 
Il se jette dans le golfe Argolique près de Lerne. 
Pausanias le Périégète décrit la fertilité de ses rives bordées d'arbres. Cependant, le fleuve s'assèche complètement pendant les trois mois d'été tous les dix ou quinze ans. Une légende veut qu'il se fût justement asséché en 1822, lors de l'expédition de Dramali.